# Lelde Gasūna
Lelde Gasūna (Sigulda, 17 september 1990) is een Letse alpineskiester. Ze nam tweemaal deel aan de Olympische Spelen en haalde hierbij geen medaille.

## Carrière
Gasūna maakte haar wereldbekerdebuut op 13 november 2010 tijdens de slalom in Levi.
Op de Olympische Winterspelen 2014 skiede ze naar de 30e plaats in de slalom.

## Resultaten

### Wereldkampioenschappen
| Jaar | Plaats            | Resultaten                    |
| ---- | ----------------- | ----------------------------- |
| 2011 | Garmisch-P.       | 36e Slalom 58e Reuzenslalom   |
| 2013 | Schladming        | 49e Reuzenslalom 51e Slalom   |
| 2015 | Vail/Beaver Creek | DNF1 Slalom DSQ1 Reuzenslalom |
| 2017 | Sankt Moritz      | 39e Reuzenslalom DNF2 Slalom  |
| 2019 | Åre               | 45e Reuzenslalom DNF2 Slalom  |

### Olympische Spelen
| Jaar | Plaats      | Resultaten                   |
| ---- | ----------- | ---------------------------- |
| 2014 | Sotsji      | 30e Slalom DNF1 Reuzenslalom |
| 2018 | Pyeongchang | 37e Slalom 43e Reuzenslalom  |

### Wereldbeker
Eindklasseringen
| Seizoen   | Algm | SL  |
| --------- | ---- | --- |
| 2016/2017 | 112e | 50e |